# ФК Осасуна
ФК Осасуна (шп. Club Atlético Osasuna), шпански је фудбалски клуб из Памплоне, Навара, основан 1920. године и тренутно наступа у Првој лиги Шпаније. Утакмице као домаћин игра на стадиону Ел Садар, капацитета 18.375 мјеста. Домаћи дресови су црвена мајица и плави шортс, док се гостујући дресови разликују од сезоне до сезоне.
Надимак клуба је "Los Rojillos" (црвени), док име Осасуна значи здравље на баскијском језику, користи се у смислу снаге или енергије. Из разних разлога, Осасуна има велика ривалства са Сарагосом, Реал Мадридом, и другим баскијским клубовима, посебно са Атлетик Билбаом.

## Историја
Основана 1920. године, Осасуна је први пут ушла у шпанску Другу лигу — Сегунду, 1932. године. У Ла Лигу се први пут пласирала три године касније, у сезони 1934/35.
Први пут је изборила учешће у квалификацијама за Куп УЕФА у сезони 1985/86, након што је завршила на шестом мјесту у лиги за сезону 1984/85. У купу УЕФА играла је и у сезони 1990/91, када је дошла до треће рунде. Из Прве лиге Шпаније испала је у сезони 1993/94 и провела је шест година у другој лиги. Године 2005, по први пут у историји дошла је до финала Купа краља, гдје је поражена од Бетиса након продужетака.
На дан 27. новембра 2005. године, Осасуна је одиграла хиљадиту утакмицу у Ла лиги. Сезону 2005/06 завршила је на четвртом мјесту и по први пут у историји изборила учешће у квалификацијама за Лигу шампиона. Четврто мјесто изборила је у последњем колу, завршивши са истим бројем бодова као Севиља, али са бољим међусобним скором и са бодом мање од трећепласиране Валенсије. У квалификацијама за Лигу шампиона елиминисана је у трећем колу, од њемачког Хамбургера. Прва утакмица одиграна у Хамбургу завршена је 0:0, док је реванш завршен 1:1. Осасуна је повела голом Куељара у шестом минуту, док је реми Хамбургеру и пласман у Лигу шампиона донио Најџел де Јонг у 74 минуту.
Такмичење је наставила у Купу УЕФА, гдје је играла пети пут. Извучена је у групи Д купа УЕФА 2006/07, заједно са Пармом, Лансом, Оденсеом и Херенвеном. У првој утакмици ремизирала је кући са Херенвеном 0:0, након чега је у другом колу поражена у Француској од Ланса 3:1; због непарног броја клубова у групи, била је слободна у трећем колу, а у последња два кола тријумфовала је кући над Оденсеом 3:1 и на гостовању Парми 3:0 и пласирала се у нокаут фазу са другог мјеста. У шеснаестини финала играла је са француским Бордоом. Прва утакмица у Француској завршена је 0:0, док је у реваншу Осасуна славила 1:0 након продужетака, голом Џавада Некунама у 119. минуту и пласирала се у осмину финала. У осмини играла је са шкотским Ренџерсом. Прва утакмица у Глазгову завршена је 1:1, док је Осасуна у реваншу славила 1:0 голом Пјера Веба у 71 минуту и пласирала се у четвртфинале, гдје јој је противник био њемачки Бајер Леверкузен. У првој утакмици у Њемачкој тријумфовала је 3:0, головима Куељара, Давида Лопеза и Пјера Веба; у реваншу побиједила је 1:0 и пласирала се у полуфинале први пут у историји. У полуфиналу играла је против Севиље, прва утакмица играна је у Памплони, гдје је Осасуна тријумфовала 1:0 голом Роберта Солдада у 55 минуту, док је у реваншу Севиља побиједила 2:0 и пласирала се у финале.
У наредне двије сезоне, Осасуна се борила за опстанак у Ла лиги. У сезони 2008/09, уочи последњег кола била је на 18 мјесту и играла је против Реал Мадрида. Реал је повео 1:0 голом Гонзала Игваина, док је Осасуна у наставку преокренула головима Јарослава Плашила и Хуанфрана и тријумфовала је 2:1, захваљујући чему је опстала у лиги.
Наредне три сезоне завршавала је на средини табеле док је у сезони 2011/12 завршила бод иза Левантеа у борби за шесто мјесто и квалификације за лигу Европе. Већ у наредној сезони водила је борбу за опстанак, завршивши три бода испред зоне испадања. У сезони 2013/14, након велике борбе за опстанак, Осасуна је завршила на 18 мјесту, бод иза Елчеа и Алмерије и испала је из лиге. У Другој лиги, у сезони 2015/16, тријумфовала је у одлучујућој утакмици 0:5 на гостовању Овиједу, захваљујући чему је изборила шесто мјесто и плеј оф за пласман у Ла лигу. У полуфиналу плеј-офа играла је против Химнастика. У првој утакмици тријумфовала је кући 3:1, са два гола Микела Мерина и поготком Кенана Кодра; у реваншу у Тарагони славила је 3:2 и пласирала се у финале плеј-офа. У финалу играла је против Ђироне. У првој утакмици у Памплони тријумфовала је 2:1, головима Кодра и Месе; у реваншу у Ђирони славила је 1:0 поготком Кенана Кодра у 48. минуту и пласирала се у Ла лигу.
У Првој лиги у сезони 2016/17 остварила је само четири побједе, завршивши на 19 мјесту, са 22 бода и испала је у Другу лигу. У сезони 2017/18, завршила је на осмом мјесту у Другој лиги, бод иза шестопласиране Нумансије, која је отишла у плеј-оф за пласман у Ла лигу.

## Састав у сезони 2009/10.
Од 26. јуна 2009.
| Бр. |         | Позиција | Играч             |
| --- | ------- | -------- | ----------------- |
| 1   | Шпанија | Г        | Рикардо           |
| 2   | Шпанија | О        | Сезар Аспиликвета |
| 3   | Шпанија | О        | Начо Монреал      |
| 4   | Шпанија | О        | Мигел Флањо       |
| 6   | Иран    | С        | Џавад Некунам     |
| 8   | Иран    | С        | Масуд Шоџеи       |
| 9   | Србија  | Н        | Дејан Лекић       |
| 10  | Шпанија | С        | Франсиско Пуњал   |
| 11  | Уругвај | Н        | Валтер Пандијани  |
| 12  | Шпанија | С        | Хуанфран          |
| 13  | Шпанија | Г        | Роберто           |

| Бр. |                    | Позиција | Играч               |
| --- | ------------------ | -------- | ------------------- |
| 14  | Шпанија            | О        | Хосечо              |
| 16  | Шпанија            | О        | Серхио              |
| 18  | Зеленортска Острва | Н        | Дади                |
| 21  | Мађарска           | С        | Кристијан Вадоц     |
| 25  | Шпанија            | Г        | Андрес              |
| --  | Шпанија            | О        | Ојер                |
| --  | Бразил             | О        | Роверсио            |
| --  | Чиле               | Н        | Николас Медина      |
| --  | Шпанија            | С        | Хокин               |
| --  | Шпанија            | С        | Хавијер Каљеха са и |
| --  | Шпанија            | Н        | Карлос Аранда       |

## Сезоне

### Успјеси
- 4 учешћа у УЕФА купу
- Куп краља (Copa del Rey): Финалисти 2004/05. и 2022/23.

### Новији резултати
| Сезона   |    | Поз. | Иг. | П  | Н  | И  | ДГ | ПГ | П  | Куп          | Европа | Европа     | Напомене |
| -------- | -- | ---- | --- | -- | -- | -- | -- | -- | -- | ------------ | ------ | ---------- | -------- |
| 2000/01. | 1D | 15   | 38  | 10 | 12 | 16 | 43 | 54 | 42 | последњих 32 |        |            |          |
| 2001/02. | 1D | 17   | 38  | 10 | 12 | 16 | 36 | 49 | 42 | последњих 32 |        |            |          |
| 2002/03. | 1D | 12   | 38  | 12 | 11 | 15 | 40 | 48 | 47 | полуфинале   |        |            |          |
| 2003/04. | 1D | 13   | 38  | 11 | 15 | 12 | 38 | 37 | 48 | последњих 16 |        |            |          |
| 2004/05. | 1D | 15   | 38  | 12 | 10 | 16 | 46 | 65 | 46 | финале       |        |            |          |
| 2005/06. | 1D | 4    | 38  | 21 | 5  | 12 | 49 | 43 | 68 | последњих 16 | УК     | 1 коло     |          |
| 2006/07. | 1D | 14   | 38  | 13 | 7  | 18 | 51 | 49 | 46 | четвртфинале | УК     | полуфинале |          |
| 2007/08. | 1D | 17   | 38  | 12 | 7  | 19 | 37 | 44 | 43 | последњих 32 |        |            |          |
| 2008/09. | 1D | 15   | 38  | 10 | 13 | 15 | 41 | 47 | 43 | последњих 16 |        |            |          |
| 2009/10. | 1D | 12   | 38  | 11 | 10 | 17 | 37 | 46 | 43 | четвртфинале |        |            |          |
| 2010/11. | 1D | 9    | 38  | 13 | 8  | 17 | 45 | 46 | 47 | последњих 16 |        |            |          |
| 2011/12. | 1D | 7    | 38  | 13 | 15 | 10 | 44 | 61 | 54 | осминафинала |        |            |          |
| 2012/13. | 1D | 16   | 38  | 10 | 9  | 19 | 33 | 50 | 39 | осминафинала |        |            |          |
- 35 сезоне у Ла Лиги (најбоља позиција - 4. место (1990/91, 2005/06))
- 33 сезоне у Сегунда дивизији
- 13 сезоне у Трећој лиги
- 1 сезону у Регионалној дивизији

## Некадашњи играчи
| - Маријано Арментано - Данијел Монтенегро - Џон Алоизи - Пјер Вебо - Пабло Контрерас - Рафаел Олара - Семи Ли - Мајкл Робинсон - Ибрахима Бакајоко - Кристијан Манфредини - Карлос Вела |  | - Мохамед Ел Јагуби - Роман Косецки - Саво Милошевић - Предраг Спасић - Ристо Видаковић - Јарослав Плашил - Доминго Лараинзар - Мартин Гонзалез - Аитор Осио Карион - Пабло Орбаиз - Тико |  | - Пабло Габријел Гарсија - Ричард Моралес - Марсело Соса |

## Познати тренери
- Рафаел Бенитез
- Мигел Анхел Лотина
- Ивица Брзић
- Хавијер Агире
- Хосе Антонио Камачо
- Xoce Луис Мендилибар